# Adalberto Román
Adalberto Román Benítez (geboren am 11. April 1987 in Yhú) ist ein ehemaliger paraguayischer Fußballspieler.

## Karriere
Román begann seine Karriere 2008 beim Verein Club Libertad. 2010 wurde der Abwehrspieler für drei Millionen Dollar an den argentinischen Verein River Plate verkauft. Er wechselte 2012 zum Verein Palmeiras São Paulo, wo er für eine Saison unter Vertrag stand. Nach drei Jahren kehrte er 2013 wieder zum Verein Club Libertad zurück, wo er bis 2018 unter Vertrag stand. Im Jahre 2018 wechselte er zum Verein Club Cerro Porteño. 2019 wurde er vom Verein CS San Lorenzo unter Vertrag genommen und nach Saisonende seine aktive Laufbahn beendete.
Von 2009 bis 2012 kam Román zu vier Länderspieleinsätzen für die paraguayische Nationalmannschaft, letztmals im Juni 2012 bei einer 1:3-Niederlage in der Qualifikation zur WM 2014 gegen Bolivien.

## Erfolge
Palmeiras
- Copa do Brasil: 2012